# Ciecieraunik
Ciecieraunik (biał. Цецераўнік; ros. Тетеревник) – wieś na Białorusi, w obwodzie mohylewskim, w rejonie mohylewskim, w sielsowiecie Suchary.